# Italjet
Italjet Moto Srl je italijanski proizvajalec skuterjev, mopedov, minimoto motociklov, električni koles in ATVjev. Podjetje je ustanovil Leopoldo Tartarini v San Lazzaru leta 1959. 